# Jean-Louis Bouchaud
Jean-Louis Bouchaud est un réalisateur français né le 24 juillet 1961.

## Biographie
Jean-Louis Bouchaud a travaillé comme premier assistant réalisateur de 1989 à 2002, période au cours de laquelle il tourne son long métrage L'Ami du jardin.

## Filmographie

### Court métrage
- 1996 : Aspects contemporains du mime

### Long métrage
- 1999 : L'Ami du jardin